# Битва на Сяні
Битва на річці Сян — поразка галичан у ході війни між Ізяславом Мстиславичем київським і його дядьком Юрієм Долгоруким, що змусило їх погодитися на повернення Ізяславові зайнятих ними раніше волинських міст.

## Хід подій
В ході кампанії 1151 року, кульмінацією якої стало битва на річці Руті, галичанам вдалося завдати поразки угорцям (союзникам Ізяслава, приведеним його сином Мстиславом) на привалі. Взимку 1151/1152 років похід Ізяслава на Володимира галицького закінчився безрезультатно: Ізяслав повернувся від Корчева. Після цього Мстислав Ізяславич знову прийшов з угорцями до Галицького князівства. Тоді Володимир успішно атакував угорські загони на покормі, а потім сховався в Перемишлі на південному, правому березі річки Сан. Противників розділяла водна перешкода. Володимир не спробував нав'язати бій угорцям до підходу союзників-русичів, замість цього спробувавши укласти з угорцями сепаратний мир, але безуспішно.
Ізяслава, що рухався з півночі від Володимира з братами зустрів угорський загін чисельністю близько 1 тисячі чоловік під Ярославом біля переправи на лівий берег Сяну. Потім союзники приєдналися до основного угорського війська неподалік Перемишля. Центр бойового порядку склали руські дружини, фланги — угорські війська. Галичани були атаковані через річку з трьох сторін і понесли великі втрати вбитими, затонулими і полоненими. Володимир з воєводою Збигнєвом Івачевичем вирвався з оточення і при наступних мирних переговорах посилався на важке поранення і обіцяв угорському королю вірність свого сина і спадкоємця Ярослава Осмомисла. Союзники захопили Перемишль, оскільки після битви обороняти його стало нікому. Мирну угоду було укладено на умовах звільнення галицькими гарнізонами волинських міст Буська, Шумська, Тихомля, Вишгородка і Гнійниці, які, однак, не були виконані до смерті Володимира і поразки його сина під Теребовлем.
Того ж року Володимир здійснив похід у напрямку Києва з метою відвернути від Ізяслава допомогу обложеному Юрієм Чернігову. Володимир уникнув зіткнення і повернувся до Галича, після чого Ізяслав зміг розвинути успіх на лівобережжі Дніпра (облога Новгорода-Сіверського) і повернутися до остаточного вирішення розбіжностей з Галичем.